# Tamaghza
Tamaghza (arab. تمغزة; fr. Tamerza) – miejscowość i oaza w górach Atlas, w środkowo-zachodniej Tunezji, w gubernatorstwie Tauzar, około 3 km od granicy z Algierią, ok. 25 km na północ od szottu Szatt al-Gharsa. Rzymianie nazywali ją Ad Turres.
Ta stara osada została znacznie zniszczona przez powódź z 1969 roku. W roku 1930 w najbliższej okolicy miejscowości znaleziono prehistoryczne narzędzia i przedmioty domowe wykonane z kamienia i gliny. W październiku 2000 roku kręcono tutaj niektóre sceny do filmu W pustyni i w puszczy.
Jest to największa oaza z trzech oaz na pograniczu tunezyjsko-algierskim.

## Galeria

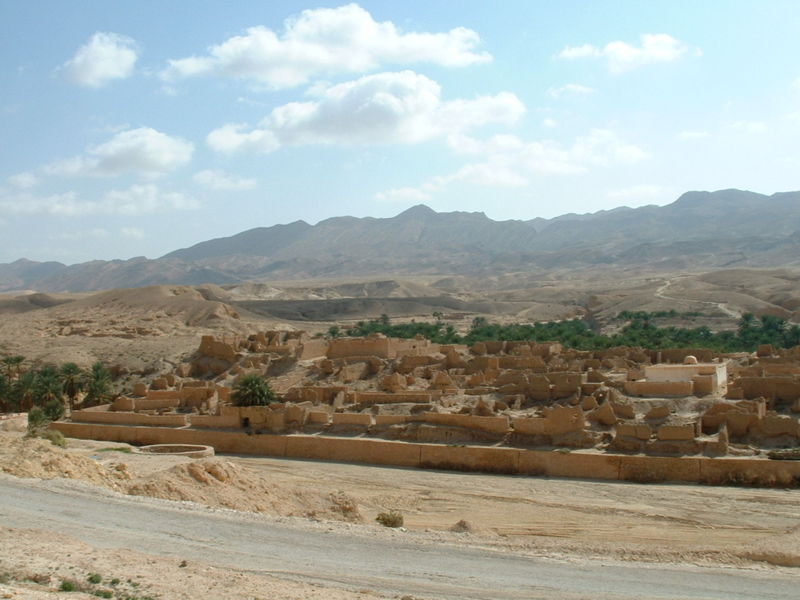
Tamaghza
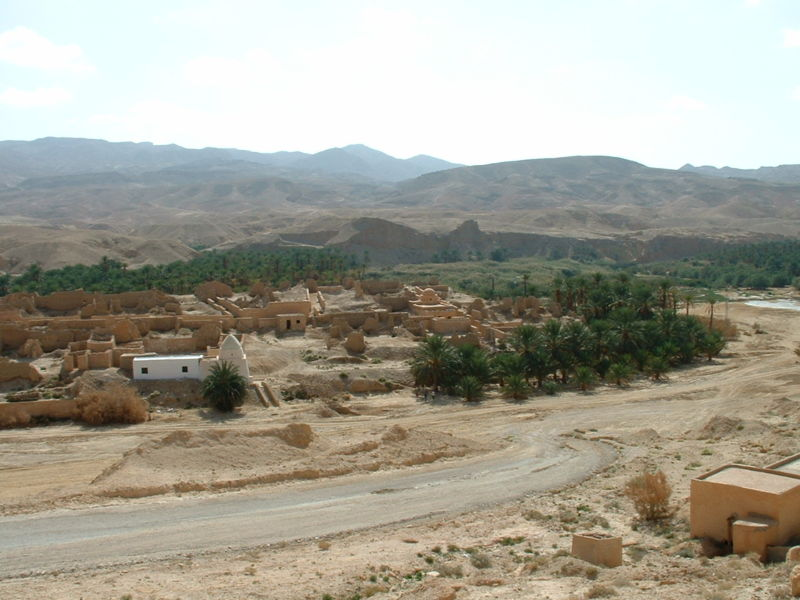
Tamaghza
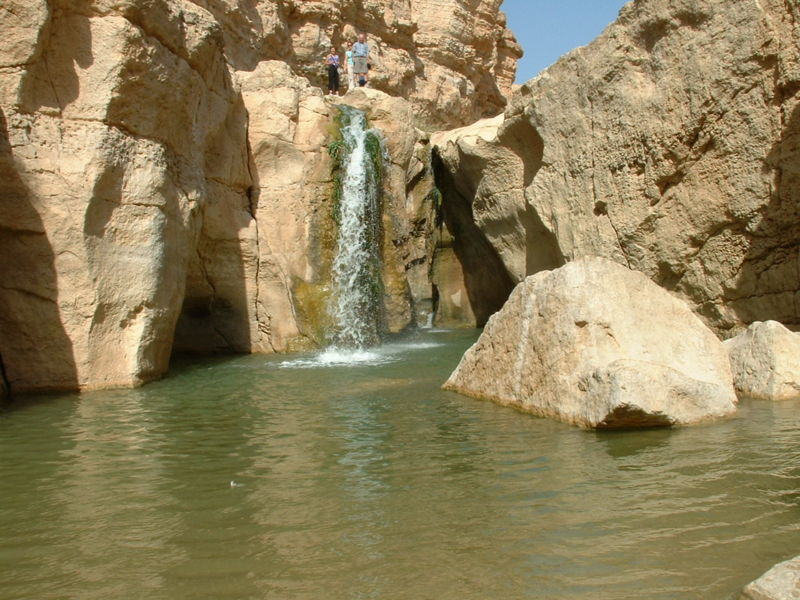
Źródła w oazie
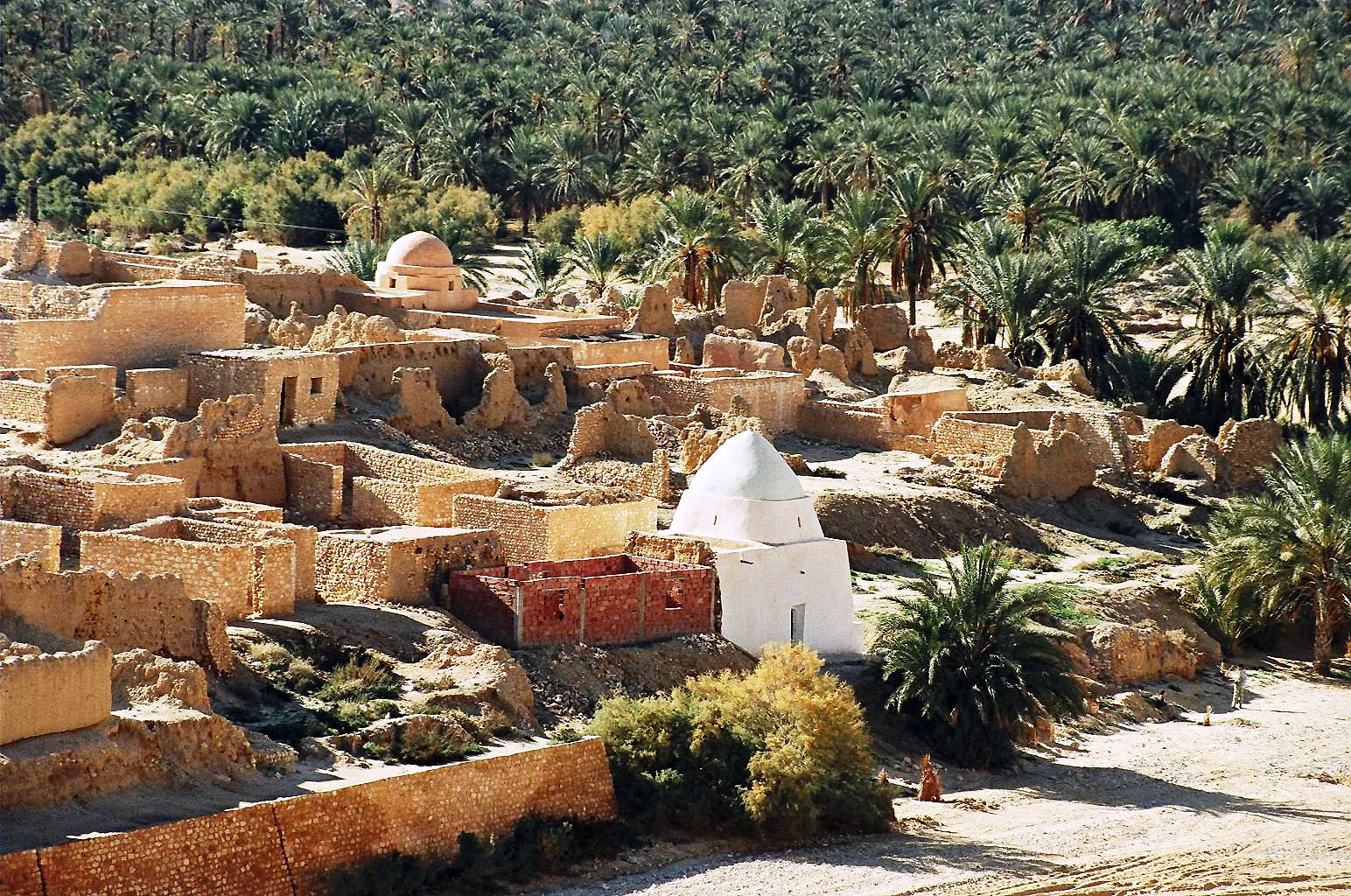
Stare budynki nadal są zamieszkiwane